# 落合直澄
落合 直澄（おちあい なおずみ、1840年〈天保11年〉- 1891年〈明治24年〉1月6日）は、幕末から明治時代の国学者、神職である。通称は一平。号は小慎舎。

## 経歴・人物
落合俊雄の子および落合直亮の実弟として武蔵の多摩郡駒木野村（現在の東京都青梅市）に生まれる。若くして堀秀成の門人となり、国学を学ぶ。後に富樫広蔭、御巫清直に師事。
後に兄と共に尊王攘夷に加わり、官軍であった河田景与の指示で戊辰戦争に参戦した。維新後、伊勢神宮や豊受大神宮、出雲大社の禰宜等を歴任し、神職としても活動した。1889年（明治22年）には皇典講究所で教鞭を執った。墓所は雑司ヶ谷霊園。

## 主な著作物
- 『古事記後伝』
- 『古事記講録』
- 『日本古代文字考』
- 『語格大成図』